# Dali (Zypern)
Dali, auch Dhali oder Idali, (griechisch Δάλι, türkisch Dali) ist eine Stadtgemeinde (Δήμος Dímos) im Bezirk Nikosia in der Republik Zypern. Bei der Volkszählung im Jahr 2021 hatte sie 12.350 Einwohner.

## Lage und Umgebung

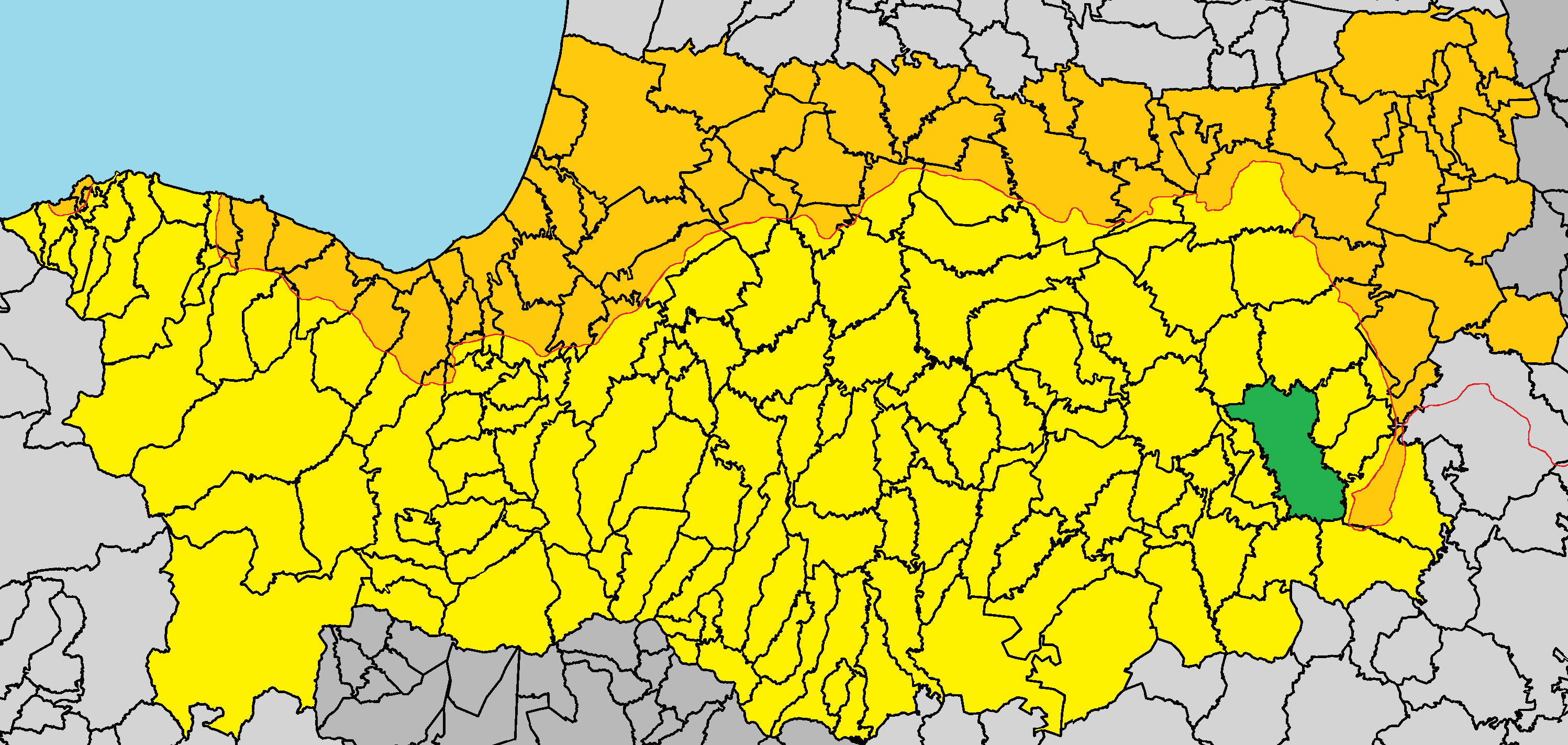
Lage im Bezirk Nikosia

Dali liegt westlich des Troodos-Gebirges der Mittelmeerinsel Zypern auf einer Höhe von etwa 225 Metern, etwa 17 Kilometer südlich von Nikosia und 35 Kilometer südöstlich von Larnaka. Das etwa 31,3 Quadratkilometer große Dorf grenzt im Norden an Latsia und Geri, im Osten an Agios Sozomenos, Potamia und Louroujina, im Südosten an Lymbia, im Südwesten an Alampra und Pera Chorio und im Westen an Nisou. Das Dorf kann über die Straße B2 erreicht werden.
Dali erhält durchschnittlich nur etwa 350 Millimeter Niederschlag pro Jahr. Dennoch ermöglichten Bohrlöcher und das Wasser des Flusses Gialias die Bewässerung umfangreicher landwirtschaftlicher Flächen. In den bewässerten Gebieten werden vor allem Zitrusfrüchte, Gemüse, Oliven sowie vereinzelt Pistazien, Feigen und Granatäpfel angebaut. In trockeneren Bereichen dominieren Getreide, Trockenfrüchte und Oliven.
Geologisch ist das Gebiet von verschiedenen Formationen geprägt: der Athalassa-Formation (Kalksandsteine und Sande), der Nicosia-Formation (Kalksandsteine, Gerölle und Sandsteinmergel), den pleistozänen Ablagerungen der Synagama-Formation (Sand und Kies), der Pachnas-Formation (Kreide, Mergel und Sandstein), der Lefkara-Formation (Kreide, Mergel und Kieselgestein) sowie den alluvialen Ablagerungen aus dem Holozän.

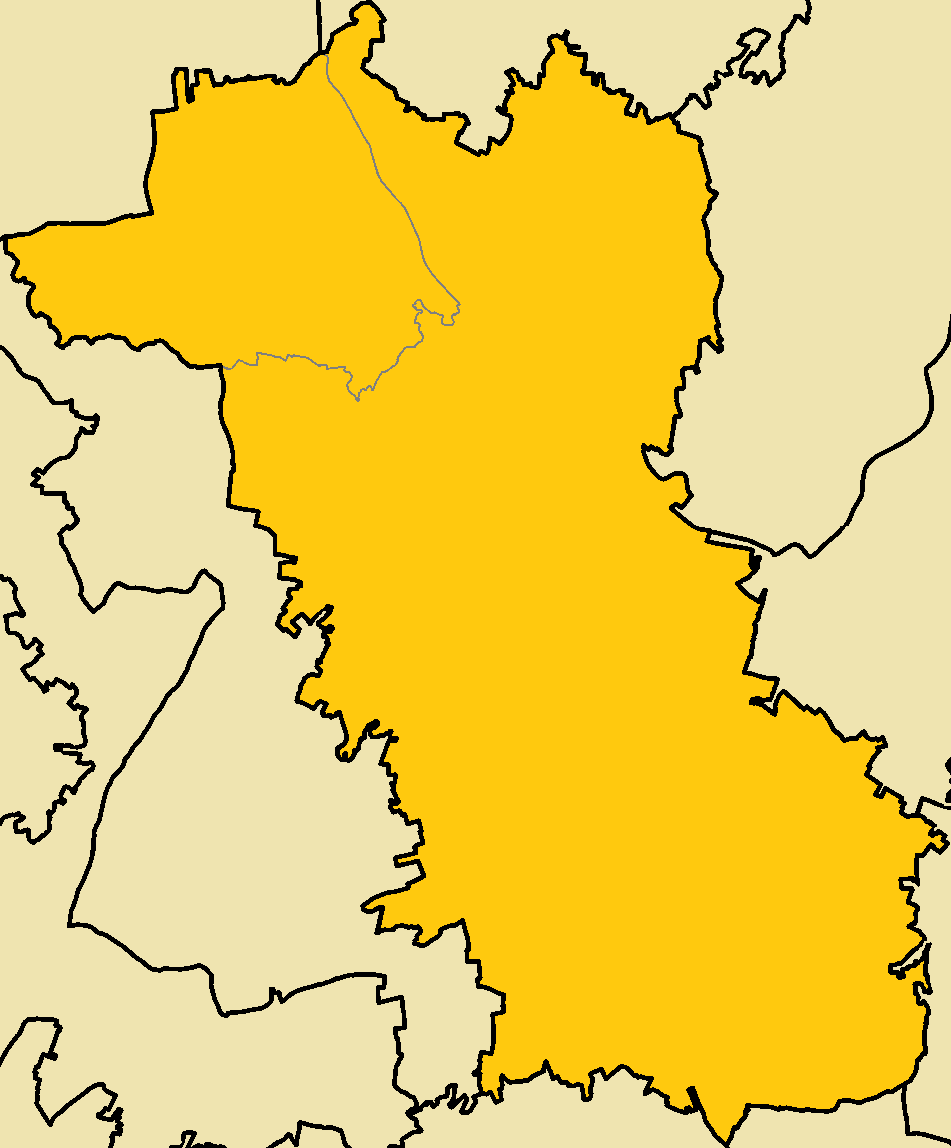
Bezirke der Gemeinde Dali

Die Gemeinde Dali ist für Verwaltungszwecke in die 2 Bezirke Panagia Evangelistria und Agioi Konstantinos kai Eleni unterteilt.

## Geschichte
In der nähe des heutigen Dali lag die antike Stadt Idalion, die im 12. Jahrhundert v. Chr. von Chalkanor gegründet wurde. Chalkanor stammte aus der Stadt Amyklai auf der Halbinsel Peloponnes. Nach dem Ende des Trojanischen Krieges kam er nach Zypern und gründete dort Idalion. Die Gründung der Stadt wird auf etwa 1100 v. Chr. datiert. Das antike Idalion geriet im 5. Jahrhundert v. Chr. in Verfall, wurde jedoch nie vollständig verlassen. Während der römischen Epoche war es eine kleine Provinzstadt.
Darauf folgte die byzantinische Zeit und die Fränkische Herrschaft, in denen die Siedlung weiterhin bestand. Während der Zeit der Kreuzzüge und der Lusignans wurde Idalion zu einem Lehen. Im Jahr 1474 n. Chr. wurde es von der Königin von Zypern, Caterina Cornaro, dem Adligen Georgios Kontarini überlassen. In der osmanischen Zeit nahm die Bedeutung der Stadt weiter ab, und während der britischen Kolonialzeit blieb sie ein kleines Dorf.

### Bevölkerungsentwicklung
Der erste konfliktbedingte Bevölkerungsaustausch fand im Februar 1964 statt, als die Mehrheit der Zyperntürken von Dali während der interkommunalen Unruhen vertrieben wurde. Viele von ihnen zogen nach Louroujina. Einige entschieden sich jedoch, im Dorf zu bleiben, bis 1974, die anderen Zyperntürken folgten. Berichten zufolge blieb nach dem Krieg von 1974 eine kleine Gruppe, hauptsächlich ältere Zyperntürken, im Dorf zurück.
Heute wird das Dorf hauptsächlich von seinen ursprünglichen Zyperngriechen sowie von vertriebenen Zyperngriechen aus dem Norden bewohnt. Seit 1974 hat Dali zahlreiche griechisch-zyprische Flüchtlinge aufgenommen, die aus den Bezirken Nikosia und Famagusta geflohen waren. Die meisten verlassenen Häuser der Zyperntürken wurden diesen Vertriebenen zugewiesen.
Die folgende Tabelle zeigt die Bevölkerung des Dorfes, wie sie in den in Zypern durchgeführten Volkszählungen erfasst wurde.
| Jahr      | 1881 | 1891 | 1901 | 1911 | 1921 | 1931 | 1946 | 1960 | 1976 | 1982 | 1992 | 2001 | 2011   | 2021   |
| Einwohner | 867  | 955  | 1109 | 1345 | 1413 | 1486 | 1965 | 2609 | 3498 | 3877 | 4757 | 5802 | 10.466 | 12.350 |

## Politik

### Bürgermeister
Die Bürgermeister der Gemeinde Dali waren:
- Ioannis Groutas (1997–2001)
- Nikolaos Nikolaou (2002–2006)
- Leontios Kallenos (2007–2024)
- Stavros Hatzigiannis (seit 2024)

### Städtepartnerschaften
Dali hat Gemeindepartnerschaften mit:
- Combs-la-Ville (Frankreich)
- Acharnes (Griechenland)
- Orte (Italien)